# Большая Мутная (приток Печоры)
Большая Мутная — река в России, протекает в Республике Коми. Устье реки находится в 630 км по правому берегу реки Печора. Длина реки составляет 127 км, площадь водосборного бассейна 1440 км².

## Притоки
Объекты перечислены по порядку от устья к истоку.
- 0,3 км: Вомъёль
- 2 км: Данъёль
- 17 км: Лун-Вож
- 21 км: Яйсинъёль
- 26 км: Кушъёль
- 42 км: Шакъёль
- 58 км: Пальник-Ёль
- 73 км: Аривань-Керкаёль
- 98 км: Сестемвож
- 104 км: река без названия

## Данные водного реестра
По данным государственного водного реестра России относится к Двинско-Печорскому бассейновому округу, водохозяйственный участок реки — Печора от впадения реки Уса до водомерного поста Усть-Цильма, речной подбассейн реки — бассейны притоков Печоры ниже впадения Усы. Речной бассейн реки — Печора.
Код объекта в государственном водном реестре — 03050300112103000074451.